# Emilie Bartoňová
Emilie Bartoňová, rozená Welzová (respektive Wölz(ová)) (20. července 1904 Kolín – 23. prosince 1942 Koncentrační tábor Osvětim) byla za protektorátu členkou odbojové skupiny působící na Pardubicku. Spolu se svým manželem – pardubickým dětským lékařem MUDr. Josefem Bartoněm – patřila ke spolupracovníkům paradesantního výsadku Silver A.

## Život
Emilie Welzová se narodila 20. července 1904 v Kolíně. Její matkou byla Josefa Wölz (rozená Novak) z Kolína; jejím otcem byl kolínský občan Ferdinand Wölz. Jako zpěvačka a herečka měla angažmá v pardubickém divadle. V květnu roku 1929 se provdala za lékaře MUDr. Josefa Bartoně. V roce 1930 se manželům narodil syn Ivan a 10. července 1931 dcera Eliška. Emilie Bartoňová byla vyučenou modistkou, ale po sňatku se stala ženou v domácnosti místního lékaře, starala se o děti, dům a zahradu.
Ke spolupráci s pardubickým odbojem se Josef Bartoň nejspíše dostal přes Františka Hladěnu, který jej v lednu 1942 seznámil s Alfrédem Bartošem – velitelem výsadku Silver A. Manželé Bartoňovi byli blízkými přáteli rodiny Arnošta Košťála – všichni, kdo úzce spolupracovali se členy výsadku Silver A se navzájem dobře znali a pojilo je přátelství. Josef s Emílie Bartoňovi pak až do svého zatčení pomáhali domácímu odboji na Pardubicku (zejména pak parašutistům z výsadku „Silver A“.)
Dne 16. června 1942 došlo ke zradě Karla Čurdy, díky kterému se Gestapo dostalo ke jménům a adresám spolupracovníků parašutistů a mimo jiné zatklo Hanu a Václava Krupkovi. V jejich bytě nalezlo i Bartošovi záznamy. Není zřejmé co v nich přesně bylo, pravdou je, že nemohlo jít o konkrétní jména, protože k dalšímu zatýkání docházelo postupně jak byla prolamována konspirace.
Emilie Bartoňová byla zatčena gestapem spolu se svým manželem v sobotu 20. června 1942. Nejprve byla vězněna v tzv. pardubické donucovací pracovně, poté byla koncem září 1942 deportována transportem do koncentračního tábora v Osvětimi s poznámkou „návrat nežádoucí“. Josef Bartoň byl 2. července 1942 zastřelen spolu s ostatními pardubickými spolupracovníky výsadku Silver A na pardubickém zámečku, jeho tělo bylo spáleno v místním pardubickém krematoriu a popel vysypán do Labe. Emilie Bartoňová byla zavražděna 23. prosince 1942 (v 9:40 hodin) v plynové komoře koncentračního tábora Osvětim.

Vězeňské fotografie Emilie Bartoňové při příchodu do KT Osvětim
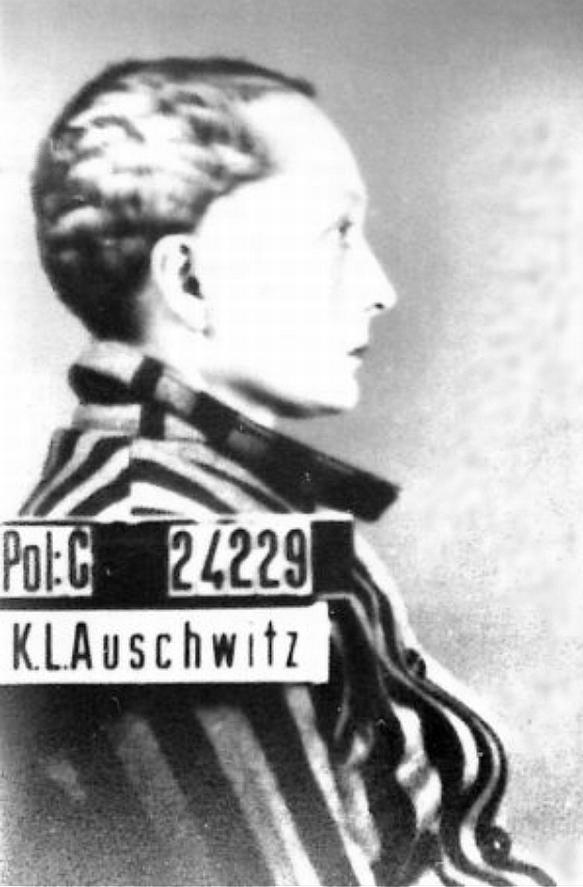
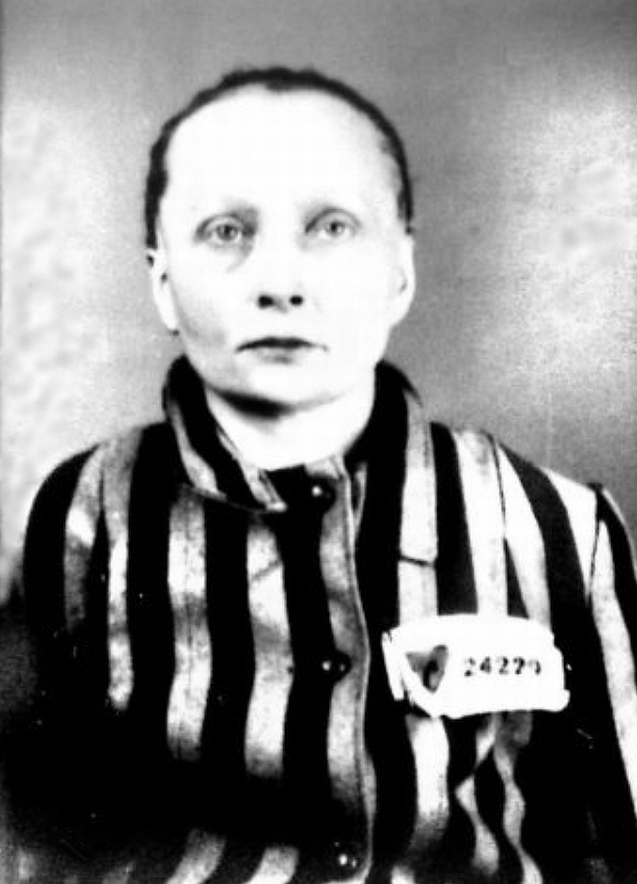
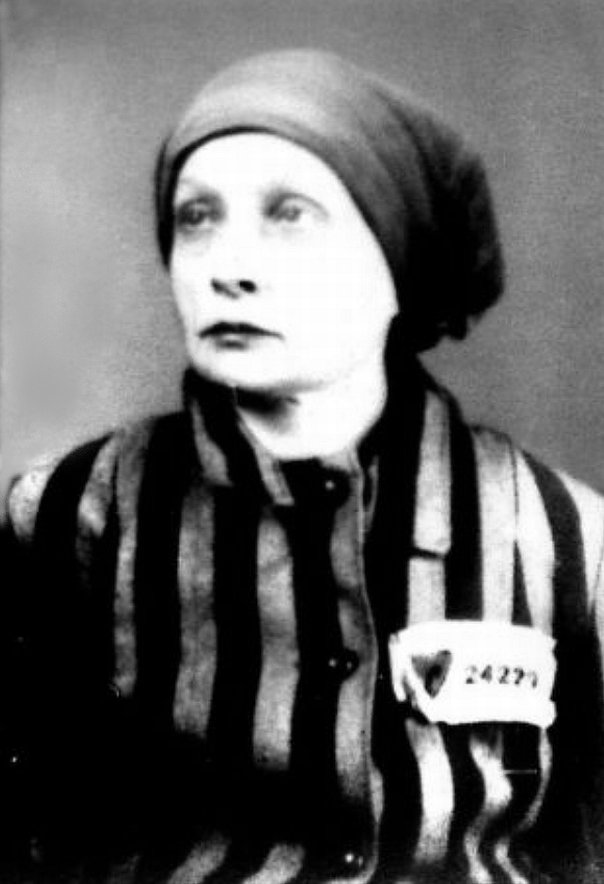

Děti manželů Bartoňových byly přítomny zatčení svých rodičů a po odchodu gestapa byly ponechány o samotě doma. Eliška s Ivanem se toulaly po ulicích Pardubic v obavách, že se pro ně domů vrátí gestapo. Na ulici se jich ujala služebná rodiny Hakových – u nich pak děti zůstaly až do konce druhé světové války. Příbuzní na ně posílali paní Marii Hakové peníze. Po skončení druhé světové války se osiřelí sourozenci přestěhovali do Prahy, kde skromně žili. Ivan Bartoň vystudoval medicínu, Eliška Bartoňová (provdaná Dusilová) vystudovala pedagogickou fakultu a stala se učitelkou.

## Připomínky Josefa a Emilie Bartoňových
- Jako ulice Bartoňova je pojmenována jižní část pardubického sídliště Dubina.
- Na domě Bartoňových v pardubické Smilově ulici číslo 353 je umístěna pamětní deska manželů Bartoňových.[5]
- V rámci kompozice pomníku obětem první a druhé světové války ve Stojicích u hřbitova poblíž kostela je umístěn i žulový kvádr věnovaný Josefu Bartoňovi a jeho ženě Emilii.[6][7] Na pamětním sloupku v levé části pomníku je nápis:

SVĚTLÉ PAMÁTCE / NAŠEHO OBČANA / MUDr. / JOSEFA BARTONĚ / ODB. DĚTSKÉHO LÉKAŘE / V PARDUBICÍCH, / KTERÝ BYL ZA VÁLKY PRO / VLASTENECKOU ČINNOST / DNE 2.ČERVENCE /1942 / V PARDUBICKÉM ZÁMEČKU / NĚMECKÝMI OKUPANTY / UMUČEN. / JEHO CHOŤ UMUČENA / DNE 23. PROSINCE 1942 / V PLYNOVÉ KOMOŘE / V OSWIECIMI.

## V kultuře
- Ve filmu Operace Silver A režiséra Jiřího Stracha z roku 2007 hraje postavu Emilie Bartoňové Lenka Krobotová.

## Fotogalerie

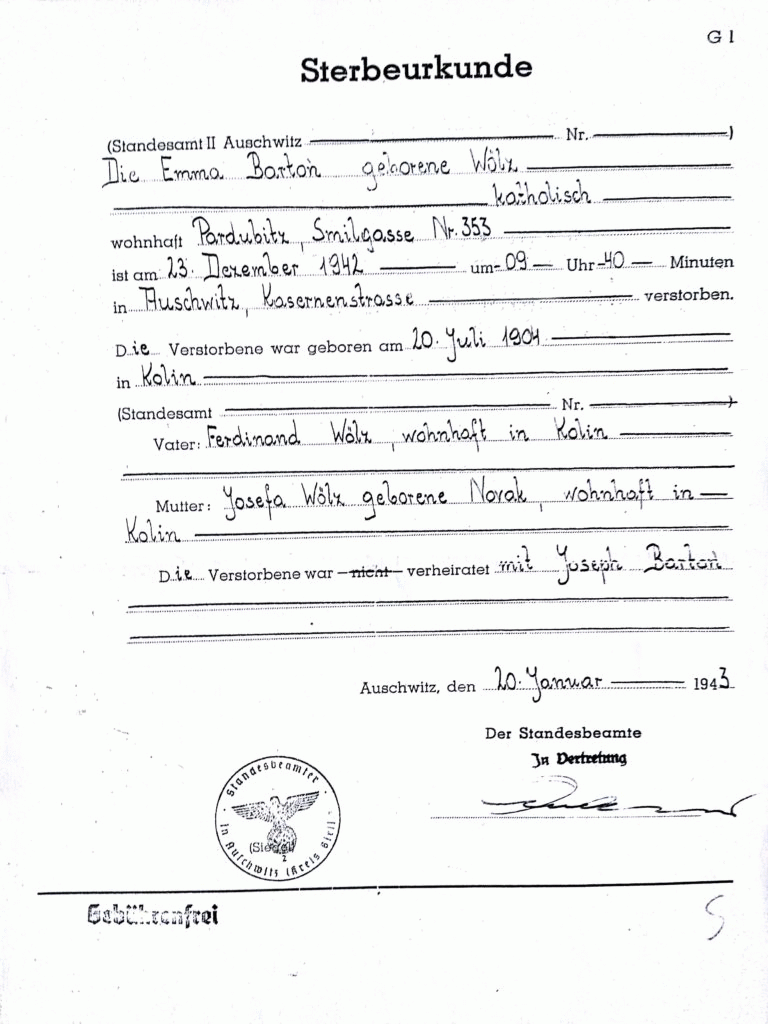
Německy psaný úmrtní list Emilie Bartoňové z KT Osvětim
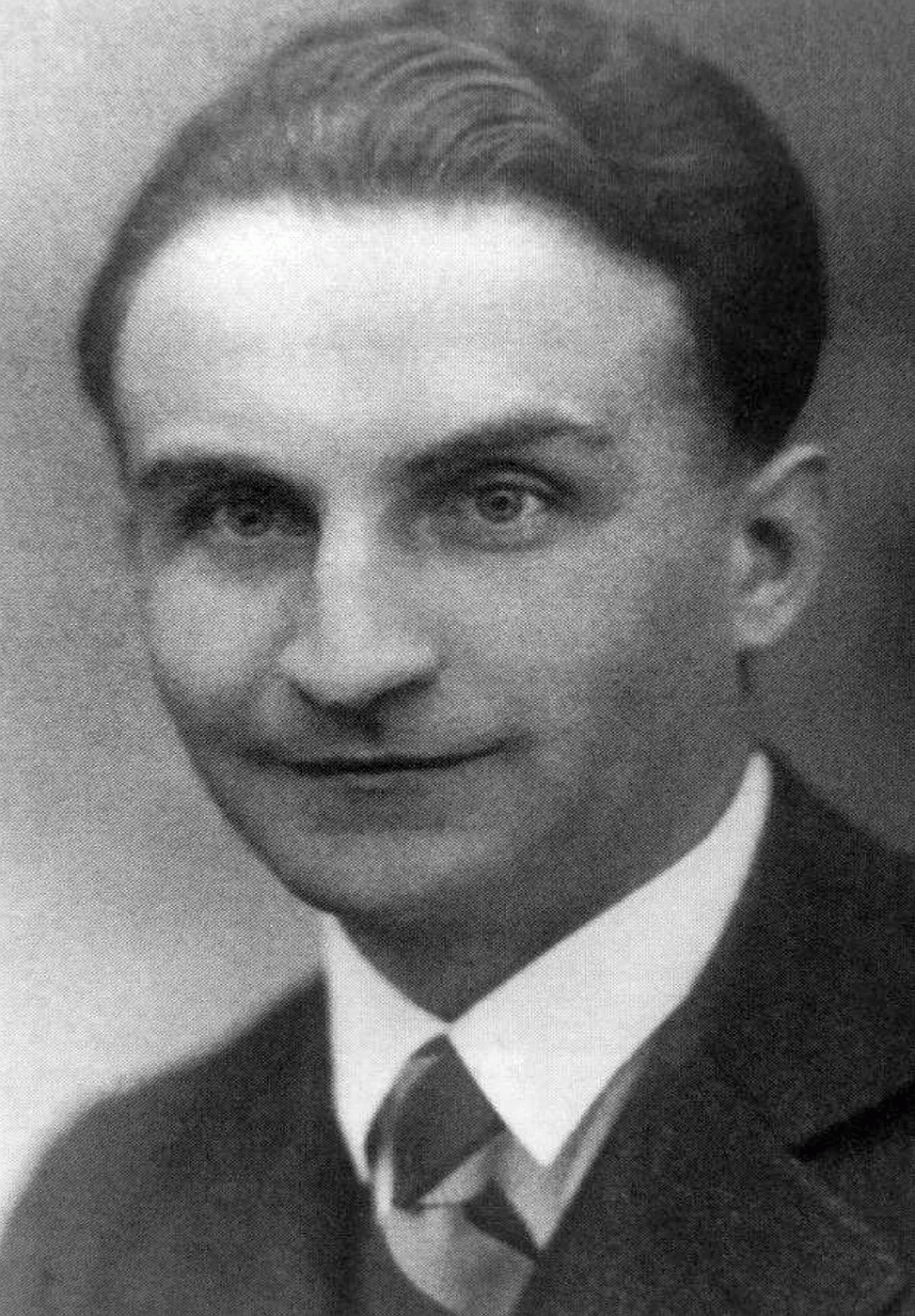
Její manžel MUDr. Josef Bartoň
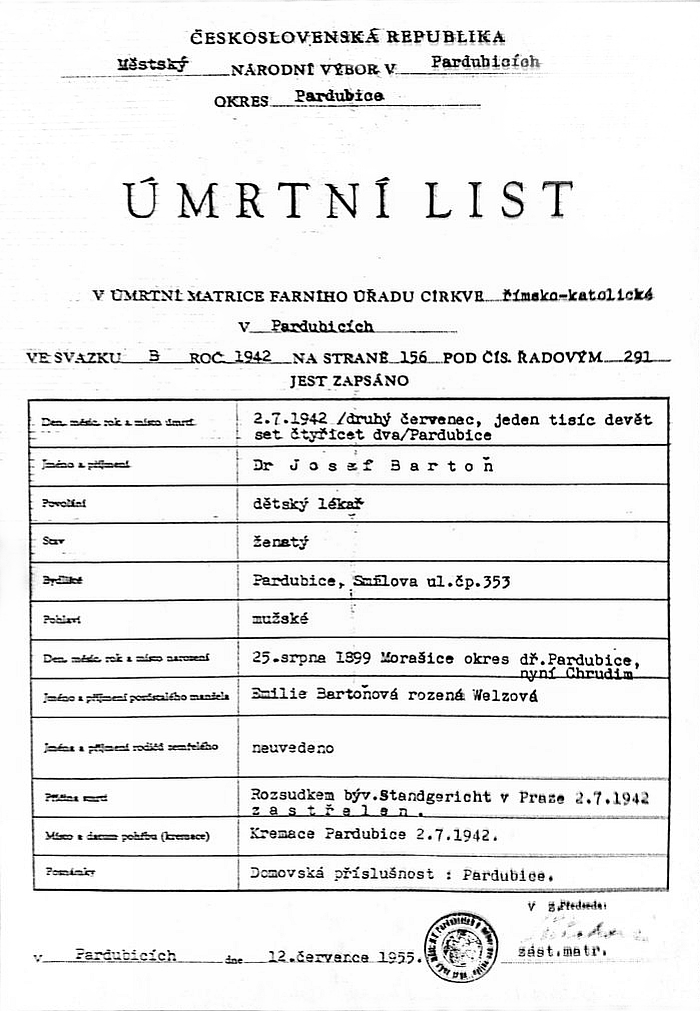
Úmrtní list Josefa Bartoně (opis z matriky úmrtí)
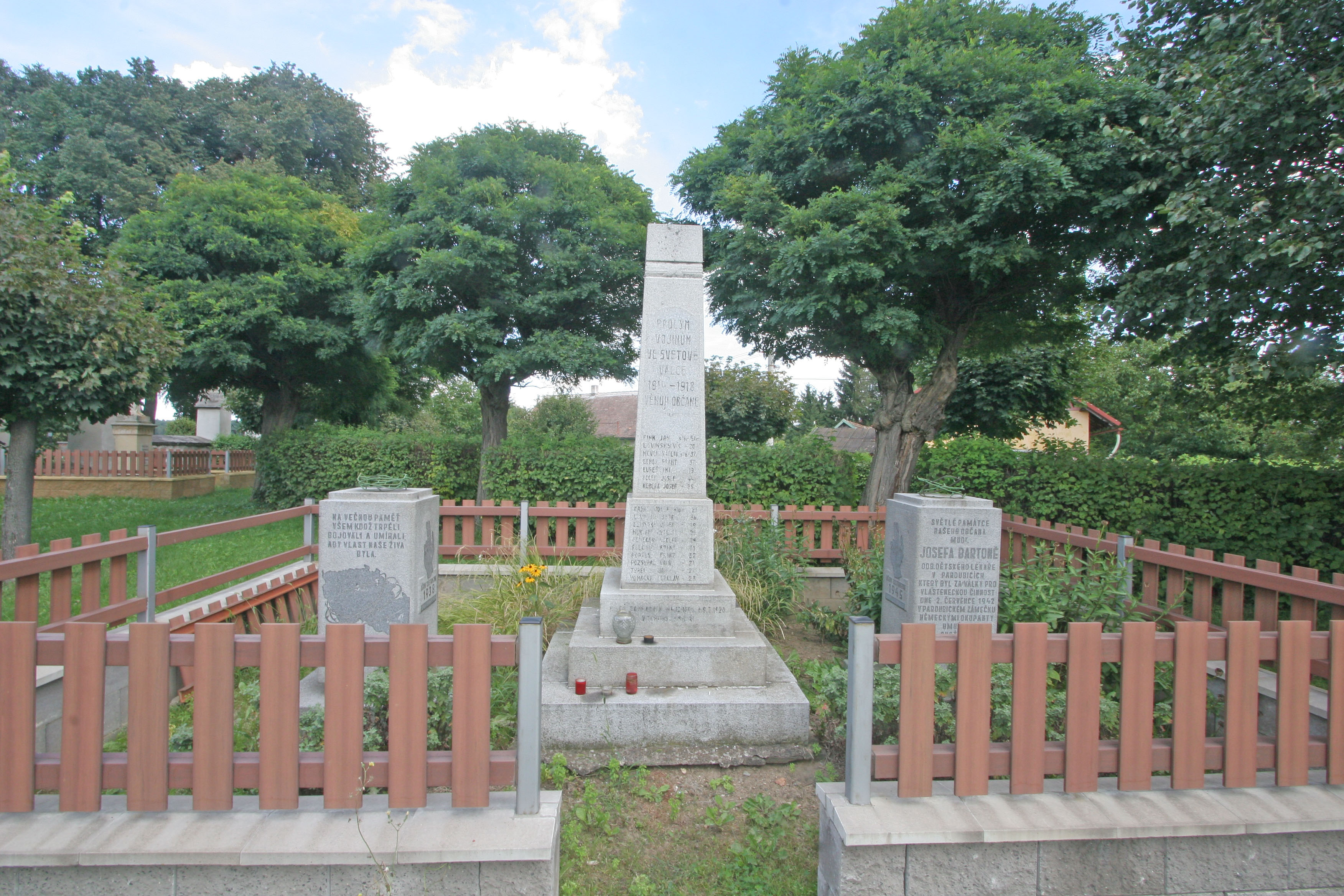
Pomník Josefa Bartoně a jeho ženy Emilie v kompozici pomníku obětem první a druhé světové války ve Stojicích (na snímku vpravo)
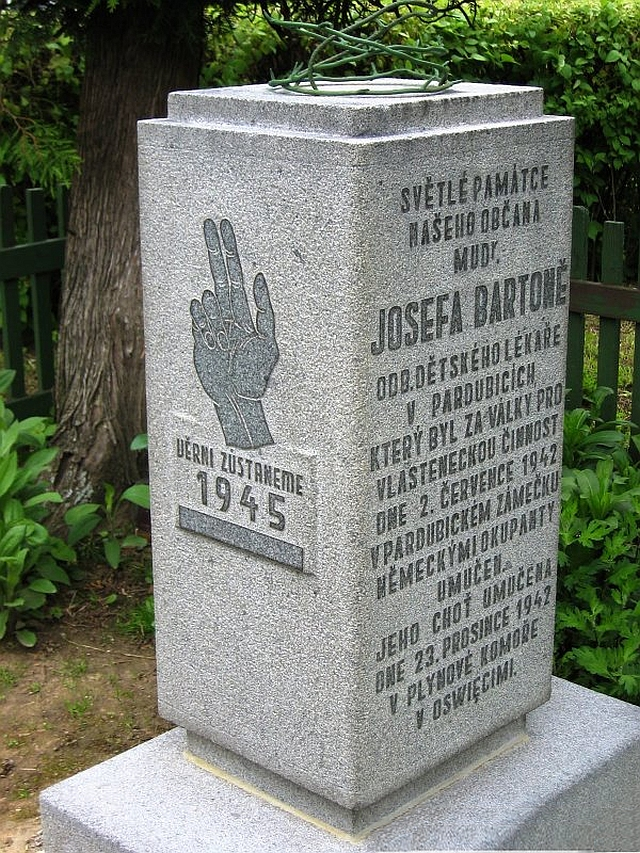
Detail pamětního sloupku v pravé části pomníku obětem první a druhé světové války ve Stojicích
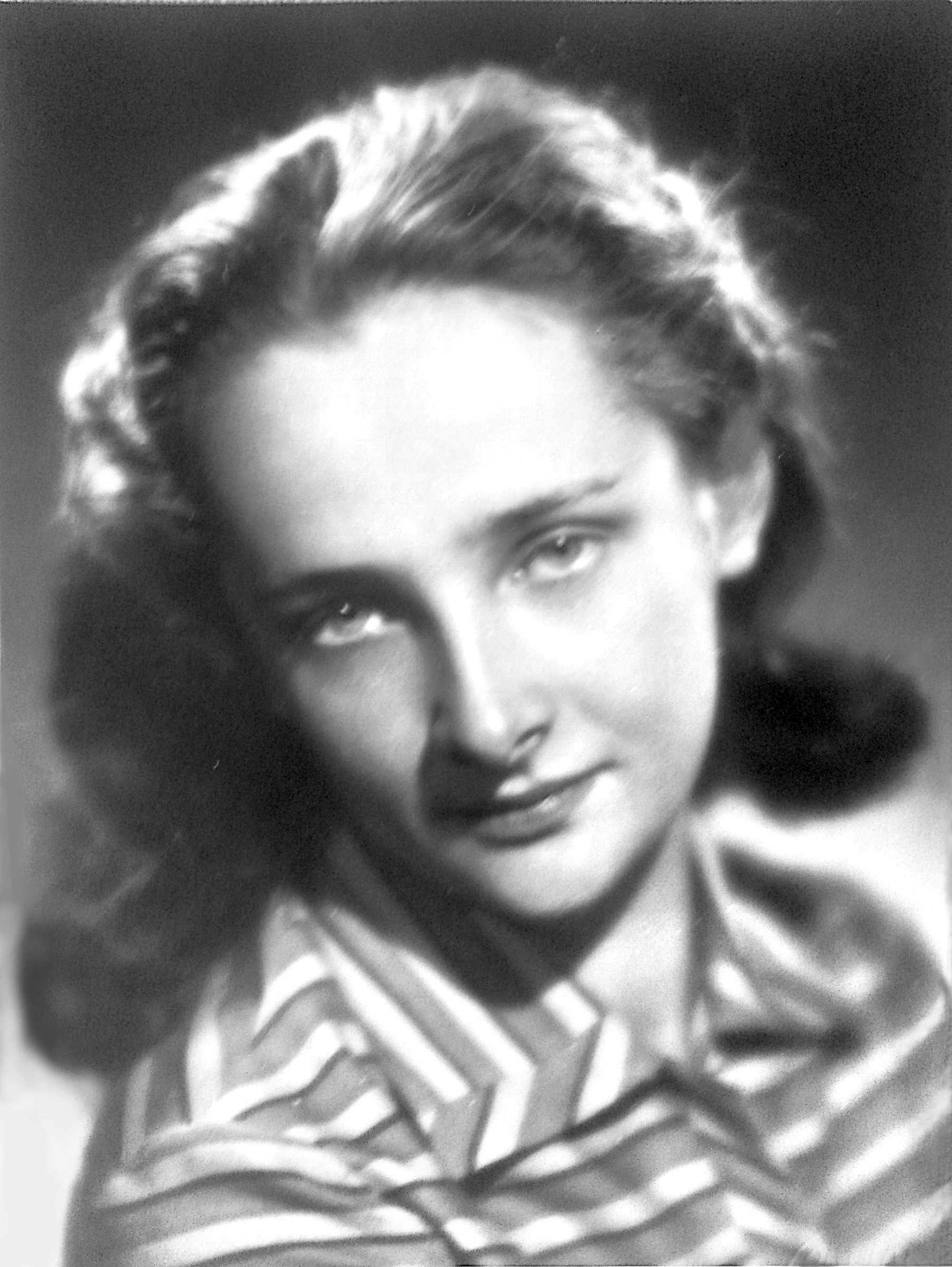
Eliška Dusilová (rozená Bartoňová) – dcera Emilie a Josefa Bartoňových